# La Barre-de-Monts
La Barre-de-Monts là một xã ở tỉnh Vendée trong vùng Pays de la Loire, Pháp. Xã này có diện tích 27,81 km², dân số năm 2006 là 2055 người. Xã này nằm ở khu vực có độ cao trung bình 5 mét trên mực nước biển.
Danh xưng dân địa phương trong tiếng Pháp là Barriens .

## Biến động dân số
| Năm | 1962  | 1968  | 1975  | 1982  | 1990  | 1999  | 2006  |
| --- | ----- | ----- | ----- | ----- | ----- | ----- | ----- |
| Dân số | 1 750 | 1 789 | 1 674 | 1 701 | 1 727 | 1 810 | 2 055 |
| From the year 1962 on: No double counting—residents of multiple communes (e.g. students and military personnel) are counted only once. |       |       |       |       |       |       |       |